# Four Ways To Scream Your Name
Four Ways To Scream Your Name es el segundo EP del grupo galés Funeral for a Friend. Lanzado el 21 de abril de 2003 por Infectious Records, principalmente en el Reino Unido.
Actualmente está fuera del mercado, ya que sólo se lanzaron 1000 copias en formato CD y 7". Todas las canciones, excepto "She Drove Me to Daytime Television", de este EP aparecerían meses más tarde en Seven Ways to Scream Your Name.

## Listado de canciones
1. "This Year's Most Open Heartbreak" - 2:49
2. "She Drove Me to Daytime Television" - 3:35
3. "Kiss and Makeup (All Bets Are Off)" - 3:59
4. "Escape Artists Never Die" - 5:27

## Créditos
- Matt Davies - Vocalista
- Gareth Davies - Bajo
- Darran Smith - Guitarra
- Kris Roberts - Guitarra
- Ryan Richards - Batería
- Grabado en los Chapel Studios de Londres, Inglaterra